# ホイン・イルゲン
ホイン・イルゲン（モンゴル語: hoi-yin irgen）とは、モンゴル語で「森林の民」を意味する言葉。モンゴル帝国時代には、シベリアのタイガ地帯に住まう諸部族の総称として用いられた。
ホイン・イルゲンは、生業の面から(1)タイガの中に住まうトナカイ飼養狩猟民、(2)タイガに囲まれた平野部（特に大河川の流域）に住まう馬牛羊飼養牧畜民に大別される。両者は様々な面で性格の異なる集団であるが、「タイガによってモンゴル高原と隔てられている」という点で共通しており、この点に基づいてモンゴル高原の遊牧民からは異族視されていたとみられる。前者が勢力も小さく記録も少ないのに対し、後者はオイラトやキルギスに代表されるようにモンゴル高原の有力部族にも匹敵するような大勢力を築き、歴史上で大きな役割を果たしている。

## 歴史

### モンゴル帝国による征服
モンゴル帝国によるホイン・イルゲンの征服について、『元朝秘史』『集史』『元史』には多くの関連する記述があるが､ 前後関係が錯綜しており前後関係を把握するのは難しい。時系列関係として最も信用おけるのは『聖武親征録』の記述で、同書は1217年にトマト部の叛乱を平定するためにボロクル・ノヤンが派遣されたが殺されてしまい、翌年改めて派遣されたジョチ太子が「ホイン・イルゲン」を平定したと伝える。『元朝秘史』はホイン・イルゲンに属する諸族の名称についてこそ詳しいものの、誤ってボロクルの出征とジョチの出征の順番を逆にしており、時系列の面で信用がおけない点には注意が必要である。

### モンゴル系国家による分断

シビル・ハン国の領域

モンゴル帝国を建国したチンギス・カンは配下の民を自らの親族に分封しており、モンゴル帝国は当初から王族の治める複数のウルス（遊牧集団）が連合する複合体としての側面を有していた。モンゴル帝国を構成するウルスの中でも、ホイン・イルゲン征服を担当したジョチを開祖とするジョチ・ウルスは特にホイン・イルゲンとの関係が強かったことが知られている。『モンゴル秘史』はホイン・イルゲンに属する諸族について、①オイラト、ブリヤート、バルグン、ウルスト、カブカナス、カンガス、トバス、②キルギス、③シビル、ケスディム、バイト、トカス、テンレク、トエレス、タス、バジギト、④コリ・トゥマトの4か所に分けて記述しているが､この内③についてはジョチ家に属する記録が多く、それ以外についてはトルイ家に属するとする記録が多い。そのため、イェニセイ河中下流域〜オビ川上流域の諸族はジョチ・ウルスに属し、それ以外の諸族はトルイ・ウルス、後には大元ウルスに属したものとみられる。
また、『元朝秘史』にはバアリン部のコルチ・ウスン・エブゲンはスルドス部のタガイ・バアトルやアシクとともにテレングトやテレスといった諸族を加えて「万人隊（トゥメン）」を構成し、「イルティシュ川に沿える森の民に至るまで」統べたと記される。この「バアリン万人隊」はモンケの一族と縁が深く、そのためかバアリン万人隊に属していたとみられるテレングトやテレスといった現アルタイ共和国内の諸族について『元史』や『集史』といった史料はあまり記録が残っていない。
16世紀末にモスクワ大公国がシビル・ハン国を滅ぼして以後、かつて「ホイン・イルゲン」と呼ばれた諸族は急速にモスクワ（ロシア帝国）の支配下に入ってった。モンゴル帝国がホイン・イルゲンの諸部族を征服し、人口調査と十進法に基づく集団の形成、貢税の徴収といった統治体系を持ち込んでいたからこそ、ロシア帝国は迅速にシベリアの諸部族を征服することができたと評されている。

## 分類
「ホイン・イルゲン」の中には多種多様な言語・文化を有する集団が属しているが、大きく(1)タイガの中に住むトナカイ飼養狩猟民、(2)タイガに囲まれた河の流域の草地に住まう馬牛羊飼養牧畜民、(3)タイガの近くに住まう部族の3つに分類される。

### トナカイ飼養狩猟民

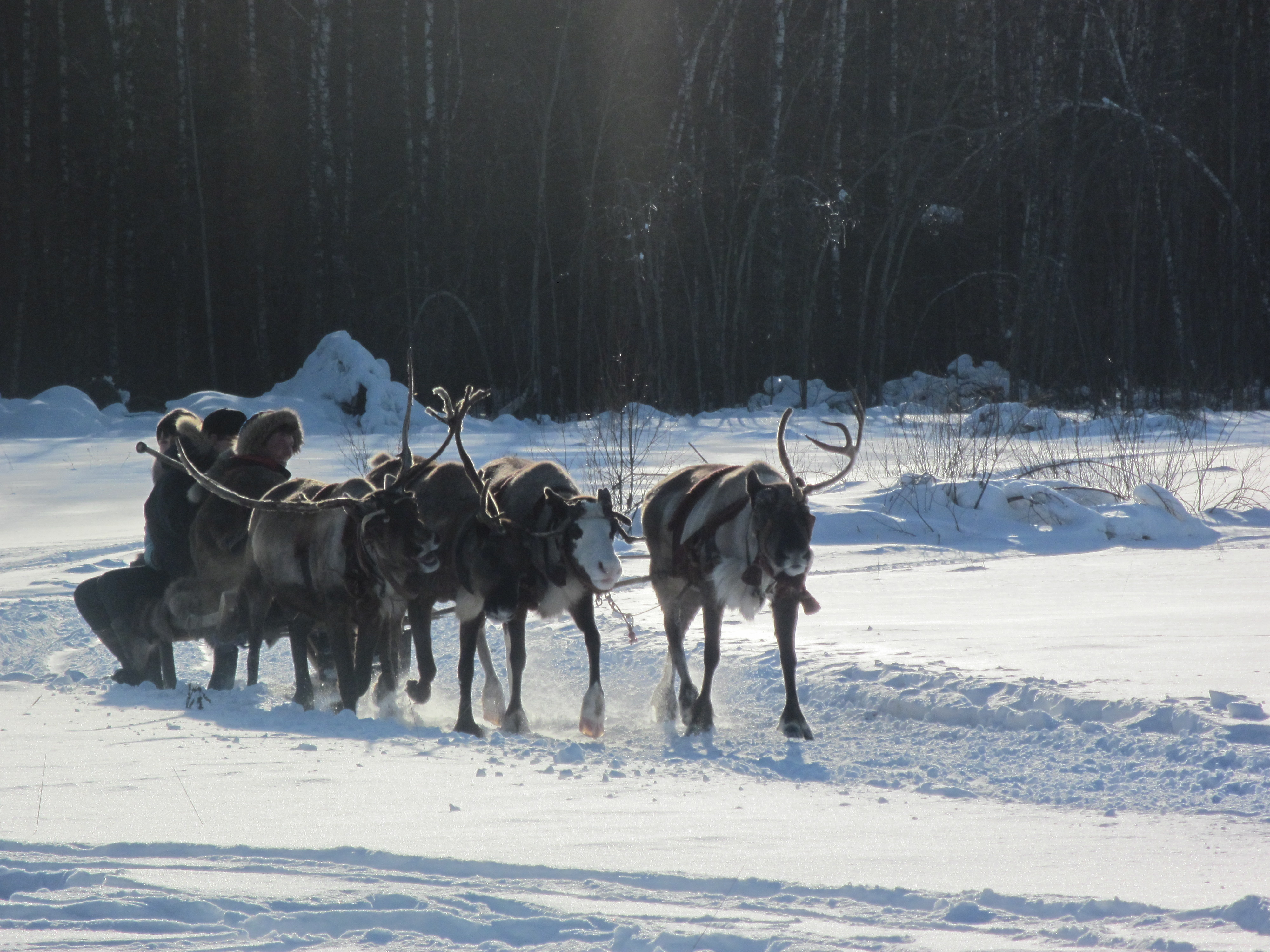
トナカイの引く橇に乗る現代のエヴェンキ人

トナカイ飼養狩猟民の生業については、『元史』巻63志15地理志6「西北地附録」と『集史』「森のウリヤンカト部族志」に詳しい記述が残されている。
まず、『元史』巻63志15地理志6「西北地附録」にはカブカナスについて以下のように記されている。
以上の記述をまとめると、(1)樺の木の皮でテントを作る。(2)白鹿（トナカイ）を荷駄用に用い、その乳を搾る。(3)家畜の数が少ない。(4)山丹などの植物の根を採集して食べる。(5)冬に木馬（スキー）を使用して狩猟を行う、という5点がカブカナスの特徴として挙げられる。
次ぎに、『集史』「森のウリヤンカト部族志」には以下のように記されている。
以上の記述をまとめると、(1)遊牧民の天幕を持たず、白樺などの木の皮で作ったテントに住む。移動するが森からは出ない。(2)牛や羊を持たず、山の牛（＝トナカイ）、山の雌羊、ジュル（＝ノロジカ）を飼い、その乳を搾る。(3)山の牛を荷駄用に用いる(4)動物の皮で衣服を作る。(5)冬にチャナ（スキー）を使用して山の牛などの狩猟を行う、という5点が森のウリヤンカトの特徴として挙げられる。
エニセイ河流域には現在もトナカイ飼養狩猟民のエヴェンキ人が居住しており、上述したカブカナスや森のウリヤンカトの生活形態と一致する。カブカナスと森のウリヤンカトの生活形態は極めてよく似ているにもかかわらず、『集史』は全くカブカナスについて言及せず、逆に「森のウリヤンカト」という集団について『集史』以外の史料は全く言及しない。この点について、宇野伸浩は『集史』の「森のウリヤンカト」の記述はほぼ生業形態についてしか記述していないことに注目し、「森のウリヤンカト」はあくまで生業形態が共通する諸部族の総称であって、カブカナスも「森のウリヤンカト」に含まれるトナカイ飼養民の一つなのであろう、と指摘している。

### 馬牛羊飼養牧畜民

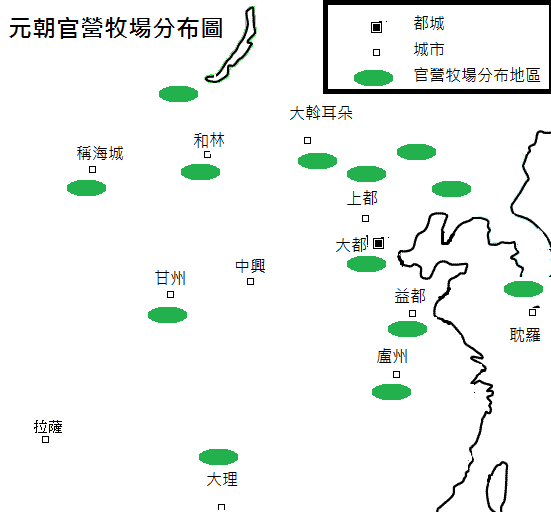
『大元馬政記』は官営牧場の中が東は耽羅、北はコリトマト、西は甘粛、南は雲南に至る地域に設けられていたと記す。

『元史』西北地理志によると、ウルスト（烏斯）は白馬・牛・羊を馬乳酒を作っており、またキルギスは遊牧民の天幕に住んで牧畜・農耕を行っていたという。『集史』にはあまり関連する記述がないが、バルグ諸族が住むバルグジン・トクムでは馬乳酒・クミーズ・ヨーグルトを作っていることを伝えており、バルグ諸族では馬・羊の牧畜を行っていたことが窺える。また、『大元馬政記』はコリ・トゥマト（火里禿麻）に最北の官営牧地があったことを伝えており、コリ・トゥマトも良好な馬を産出する牧民であったようである。
以上のウルスト、キルギス、バルグ諸族、コリ・トゥマトに、強力な軍隊を有して高原の諸部族とも争ったオイラトを加えたグループは、ホイン・イルゲンの中でも河川流域の平地に住み、モンゴル高原の遊牧民とさほど変わらない牧畜生活を送っていたとみられる。

### 森林付近に住まう遊牧民
上記の2グループの他に、純然たるモンゴル高原の遊牧民でありながら「ホイン・イルゲン」と呼ばれる集団も存在した。『集史』には以下のような興味深い逸話が記されている。
ここでは、森林地帯には住んでいないが、その付近に住まう者達が「蔑まれて」ホイン・イルゲンと呼ばれたと記されている。すなわち、「ホイン・イルゲン」という呼称には、蔑称としての用法もあったようである。

## 一覧
『元朝秘史』239節にはモンゴル軍に服属したホイン・イルゲンの名称が列挙されるが、これは南シベリアの諸民族名を網羅的に記録した最初の史料であり、シベリア先住民族研究上も非常に重要な資料である。このほかにも『集史』部族志や『元史』西北地理志にもホイン・イルゲンの諸部族に関する記載があり、中には「『元朝秘史』」に見られない部族名も挙げられている。
| 名称                         | 漢字表記                                                                          | ペルシア語表記        | 現代の民族名               | 居住地                                                            |
| ---------------------------- | --------------------------------------------------------------------------------- | --------------------- | -------------------------- | ----------------------------------------------------------------- |
| オイラト（Oyirad）           | 斡亦剌/wòyìlá                                                                     | اويرات/ūīrāt          | カルムイク人               | 「八河地方 ケム河流域」に住まう バイカル湖南岸-トゥヴァ共和国一帯 |
| ブリヤート（Buriyad）        | 不里牙惕/bùlǐyátì                                                                 | -                     | ブリヤート人               | バイカル湖東岸                                                    |
| バルグン（Barqun）           | 巴児渾/bāérhún                                                                    | برقوت/barghūt         | バルガ族                   | バイカル湖東岸                                                    |
| ウルスト（Ursud）            | 兀児速惕/wùérsùtì（秘史） 烏速/wūsù（親征録） 烏斯/wūsī（元史）                   | اوراسوت/ūrāsūt        | ウラズ氏族（カザフ人）     | トゥヴァ共和国東部                                                |
| カブカナス（Qabqanas）       | 合卜合納思/hébǔhénàsī（秘史） 撼哈納思/hànhānàsī（親征録） 撼合納/hànhénà（元史） | -                     | 不明                       | トゥヴァ共和国東部                                                |
| カンガス（Qangqas）          | 康合思/kānghésī                                                                   |                       | カマシン人？               | クラスノヤルスク地方カン川流域                                    |
| トバス（Tubas）              | 禿巴昔/tūbāxī                                                                     | -                     | トバラル人（アルタイ人）   | クラスノヤルスク地方トバ川流域                                    |
| キルギスト（Kirgisud）       | 乞児吉思/qǐérjísī（秘史） 吉利吉思/jílìjísī（元史）                               | قیرقیز/qīrqīz         | ハカス人                   | クラスノヤルスク-ハカス共和国                                     |
| シビル（Sibir）              | 失必児/shībìér                                                                    | سبیر/ibir-sibīr       | シベリア・タタール人       | チュメニ州                                                        |
| ケスディム（Kesdiyim）       | 客思的音/kèsīdeyīn（秘史） 克失的迷/kèshīdemí（親征録）                           | کوشتمی/kūshtemī       | ケシュテミ人               | オビ川上中流域-イェニセイ川中流域                                 |
| バイト（Bayid）              | 巴亦惕/bāyìtì                                                                     | -                     | ペーバイ（エネツ人）       | イェニセイ河口東岸                                                |
| トカス（Tugas）              | 禿合思/tūhésī                                                                     | -                     | トファラル人（アルタイ人） | アルタイ共和国北部、イルクーツク州南西河流域                      |
| テンレク（Tenleg）           | 田列克/tiánlièkè（秘史） 帖良兀/tièliángwù（親征録）                              | تلنکوت/telenkūt       | テレンギト人               | アルタイ共和国南部                                                |
| トエレス（Toeles）           | 脱額列思/tuōélièsī                                                                | تولاس/tūlās           | テレス人（アルタイ人）     | アルタイ共和国南部                                                |
| タス（Tas）                  | 塔思/tǎsī                                                                         | -                     | セリクプ人                 | タズ川流域                                                        |
| バジギト（Bajigid）          | 巴只吉/bāzhǐjí                                                                    | -                     | バシキール人               | バシコルトスタン共和国                                            |
| コリ・トゥマト（Qori tumad） | 禿馬惕/tūmǎtì（秘史） 火里禿麻/huǒlìtūmá（馬政記）                                | قوری/qūrī تومات/tūmāt | トゥヴァ人                 | トゥヴァ共和国                                                    |

前述したように、『元朝秘史』にのみ記されて『集史』には言及されないトナカイ飼養民の諸部族（カブカナス、カンガス、トバス、トカス、バイト）は、「森のウリヤンカト」 の中に含まれていると考えられる。
また、『元朝秘史』は全く言及しないがホイン・イルゲンに属するとみられる部族として、『元史』西北地理志の「昂可剌」という部族が存在する。「昂可剌」とは「アンガラ川に住まう者」という意味と考えられ、『元史』には「昼が長く夜が短い（＝北極圏の住民）」と記されている。一方、『集史』タタル部族志では「アンクラ・ムレン（アンガラ川）に住まうモンゴルの一支族」ウスト・マンクンという部族が紹介されている。『集史』にはアンクラ川とカマル川が合流する地点にはキルギスに属する「キカス」という町があると記されているが、カマル川をイェニセイ川と仮定するとキカスの町は現在のエニセイスク附近となる。『集史』がキカスの町に派遣された者たちが「腐敗した空気と極度の湿気｣ によって病死したと記すことも、酷暑の夏と蚊が大量発生する気候で知られるシベリア奥地の情景と合致する。『元史』西北地理志は「昂可剌」がキルギスとは言語が異なり唐代の骨利干（クリカン）の末裔であるとするが、現在でもエニセイスク附近はエニセイ語族の居住地であり、クリカン＝アンガラ＝ウスト・マンクンはエニセイ語族の一派ではないかとみられる。
ホイン・イルゲンには様々な言語の話者が含まれているが、サモエード語派話者と見られるカマシン人の土地をテュルク語でイラン（益蘭）と呼ぶなど、テュルク語が共通語もしくは支配階級の言語として用いられていたようである。なお、シベリアにはエヴェンキなどのツングース系民族も居住していたはずであるが、何故かホイン・イルゲンにはツングース系住民の名は全く挙げられない。